# Pálinger Katalin
Pálinger Katalin (Mosonmagyaróvár, 1978. december 6. –) olimpiai ezüstérmes magyar válogatott kézilabdakapus.

## Pályafutása
A Dunaújvárosi Főiskola kommunikáció–művelődésszervező szakára járt. Pályafutását Győrben kezdte, ahol kezdetben nagy sikereket nem ért el, de tehetségét így is felismerték és behívták a válogatottba. 2000-ben igazolt az akkor Európa legjobb csapatai közé tartozó Dunaferrhez, ahol öt sikeres évet töltött el. 2005-ben új kihívásokat keresve Dániába igazolt, a koppenhágai FCK Handbold együtteséhez. Egy évet töltött itt, majd családi okokra hivatkozva kérte szerződése felbontását, amit kisebb jogi vita után meg is tett klubja, így lehetett a szlovén RK Krim játékosa. Egy szezont töltött ennél a csapatnál, aztán a győri csapat megkeresésére visszaigazolt Magyarországra, a nevelő együtteséhez.
A válogatottban 1997. augusztus 22-én a román válogatott ellen vívott mérkőzésen mutatkozott be. Az első világversenye az 1997-es világbajnokság volt, ahol a kilencedik helyen végzett a magyar válogatott. Egy évvel később aztán, az 1998-as Európa-bajnokságon megszerezte első válogatottbeli érmét, a harmadik helyen végzett a magyar csapat. 2011 júniusában lemondta a válogatottságot. 2012. június 3-án egy búcsúmérkőzés erejéig visszatért a válogatottba. A 2011-2012-es szezon után visszavonult.
2015 áprilisában a Magyar Kézilabda Szövetség alelnökének választották. 2017 májusában beválasztották a MOB elnökségébe.

## Sikerei

### Válogatottban
- Olimpiai játékok: 2. helyezett: 2000 (Sydney)
  - 4. helyezett: 2008 (Peking)
  - 5. helyezett: 2004 (Athén)
- Világbajnokság: 2. helyezett: 2003
  - 3. helyezett: 2005
  - 5. helyezett: 1999
  - 6. helyezett: 2001
  - 8. helyezett: 2007
  - 9. helyezett: 1997
- Európa-bajnokság: győztes: 2000
  - 3. helyezett: 1998, 2004
  - 5. helyezett: 2002, 2006
  - 8. helyezett: 2008

### Klubcsapatban
- EHF Bajnokok Ligája: 2. helyezett: 2009, 2012  3. helyezett: 2008, 2010, 2011 (Győri Audi ETO KC)
- EHF-kupa: 2. helyezett: 2003 (Dunaferr NK)
- Magyar bajnokság: 8-szoros győztes: 2001, 2003, 2004 (Dunaferr NK), 2008, 2009, 2010, 2011, 2012 (Győri Audi ETO KC)
- Magyar kupa: 7-szeres győztes: 2002, 2004 (Dunaferr NK), 2008, 2009, 2010, 2011, 2012 (Győri Audi ETO KC)
- Szlovén bajnokság: győztes: 2007 (RK Krim)
- Szlovén kupa: győztes: 2007 (RK Krim)

## Díjai, elismerései
- Az év magyar kézilabdázója (2003, 2004, 2010)